# Organizzazione neurologica
L'organizzazione neurologica è il meccanismo con cui avviene l'acquisizione o meno di fattori ereditari.

## Storia
Il concetto di organizzazione neurologica ebbe i natali dal Dott. Temple Fay, Neurologo e Neurochirurgo, nel 1930. Il Dott Fay dedicò, dal 1943, la parte più importante dei suoi studi alla Organizzazione Neurologica e alle Terapie per il recupero dei pazienti con cerebrolesione. Ebbe come allievi Glen Doman e Karl Delacato, che portarono avanti i loro studi e le loro ricerche proprio in questo ambito, attraverso le "teorie per lo sviluppo del potenziale umano". La teoria dell'organizzazione neurologica fu enunciata nel 1959 da C.H. Delacato, che la presentò, citando le sue parole, come "Quella condizione fisiologicamente ottimale che esiste unicamente nell'uomo ed è il risultato di uno sviluppo neurale ontogenetico globale ed ininterrotto, che ricapitola lo sviluppo neurale filogenetico".

## Sviluppo
L'organizzazione neurologica, in ogni essere umano ha inizio durante il primo trimestre di gestazione e va a compimento intorno ai sette anni. Questo sviluppo ordinato inizia e procede in modo verticale, dal midollo spinale, lungo tutte le altre aree del Sistema nervoso centrale fino a raggiungere il livello corticale. L'organizzazione neurologica può ritenersi completa quando l'emisfero destro o quello sinistro acquisiscono dominanza.